# Черныш, Сергей Иванович
Сергей Иванович Черныш (14 октября 1951, г. Хуст Закарпатской области УССР — 25 января 2020, Санкт-Петербург, Российская Федерация) — советский и российский ученый-энтомолог, доктор биологических наук, член-корреспондент РАЕН. Окончил биолого-почвенный факультет Ленинградского Государственного Университета им. Жданова. Изначально специализировался в энтомологии (кандидатская диссертация посвящена изучению роли экдизонов в физиологической адаптации насекомых к повреждениям, докторская диссертация посвящена изучению явления неспецифической резистентности насекомых.
В зрелые годы переключился на поиск механизмов защиты насекомых от инфекций, которые можно было бы использовать для лечения человека.
Является открывателем нового класса веществ аллоферонов, а также пептидного комплекса FLIP7. Является изобретателем синтетического пептида аллостатин.
С 2005 года и до смерти – создатель и руководитель лаборатории биофармакологии и иммунологии насекомых при Санкт-Петербургском Государственном Университете.
Автор многих публикаций, посвященных антибиотическим пептидам беспозвоночных.

## Биография

### Молодые годы
Сергей Иванович Черныш родился 14 октября 1951 года в г. Хуст Закарпатской области УССР в семье военнослужащего Ивана Захаровича Черныша и бухгалтера Клавдии Ивановны Бусаревой. Семья проживала на ул. Горького, д.3. В 1954 году вместе с матерью, отцом и сестрой переехал в Ленинград, где у бабушки Сергея Ивановича была комната в коммунальной квартире на Волковской улице (сейчас ул. Коли Томчака). Отец устроился работать токарем на Кировский завод, мать – бухгалтером в поликлинику. Жили трудно, впятером в одной комнате. Сергей Иванович вспоминал, что спальных мест не хватало, и поэтому на ночь для бабушки стелили постель на обеденном столе.
Учился в школе № 357 (сейчас Институт Озероведения РАН), где познакомился со своей будущей женой.
В 1969 году поступил в Ленинградский государственный университет имени А. А. Жданова, на биолого-почвенный факультет. Специализировался в энтомологии.
В 1972 году женился на Людмиле Егоровне Цыбуле. В браке родилось двое детей (Наталья 1973 г.р. и Алексей 1981 г.р.).
После окончания учебы работал в Биологическом НИИ Университета, расположенном на территории дворцово-паркового ансамбля Сергиевка в Петергофе.
В 1977 году защитил кандидатскую диссертацию на тему «Роль экдизонов в физиологической адаптации насекомых к повреждениям».
В 1990 году защитил докторскую диссертацию на тему «Явление неспецифической резистентности насекомых».

### Зрелые годы

С.И. Черныш в зарубежной поездке

С 1994 по 1998 являлся заместителем директора БиНИИ.
В 90-е годы активно работал за границей, в научных лабораториях Японии, Южной Кореи и Франции. В Страсбургском Институте Молекулярной и клеточной биологии им. Луи Пастера работал совместно с Жюлем Офманом, который впоследствии в 2011 году получил Нобелевскую премию по физиологии и медицине за работу над изучением врождённого иммунитета.
С конца 90-х годов работа Черныша была посвящена поиску механизмов защиты насекомых от инфекций, которые можно было бы использовать для лечения человека. В результате был открыт новый класс веществ, которым С.И. Черныш дал название «аллофероны».
Помимо прочего, Черныш является изобретателем препарата Аллокин-альфа – эффективного средства для лечения герпесвирусных инфекций, гепатита B и C.
В 2005 году доктор биологических наук Черныш создал лабораторию биофармакологии и иммунологии насекомых при Санкт-Петербургском Государственном Университете, которой руководил до самой смерти.
В 2008 году Сергей Иванович стал президентом ООО «Аллофарм» - биотехнологической компании, занимающейся поиском, разработкой и коммерциализацией новых лекарственных веществ, прототипами которых служат активные компоненты иммунной системы насекомых с противовирусным, противоопухолевым и антибактериальным действием.

## Научное наследие
Закончив в 1974 году Ленинградский государственный Университет, Сергей Иванович пришел в лабораторию энтомологии, где посвятил себя изучению физиологических механизмов адаптации насекомых к экстремальным условиям среды. В то время на кафедре царила особая атмосфера: к 60-70-м гг. основоположником фотопериодизма Александром Сергеевичем Данилевским была создана уникальная экофизиологическая школа мирового уровня, изучающая влияние продолжительности светового дня на самые разные аспекты физиологии насекомых.
| - Авторское свидетельство №89041 "Стимулятор повышения продуктивности тутового шелкопряда" - Авторское свидетельство №1110428 "Способ определения устойчивости к инсектицидам у популяций насекомых" - Авторское свидетельство №637673 "Способ определения активности адаптогенов" |

К моменту защиты докторской диссертации «Явление неспецифической резистентности насекомых» (1990 г.) у Сергея Ивановича было около 70 научных трудов, в том числе – 11 изобретений. За изобретательскую деятельность Сергей Иванович был удостоен звания «Исследователь СССР». Сергей Иванович входил в состав редколлегий ряда международных журналов, долгое время являлся членом Ученого совета СПбГУ.
В 90-е гг у Сергея Ивановича сложилось сотрудничество с Институтом Молекулярной и клеточной биологии им. Луи Пастера во Франции, где он работал вместе с будущим Нобелевским лауреатом Жюлем Офманом, исследуя антимикробные пептиды беспозвоночных.
В 2002 году Сергей Иванович совместно с зарубежными коллегами опубликовал в журнале PNAS статью «Antiviral and antitumor peptides from insects», которая была процитирована более 180 раз, став классической в области биофармакологии. В результате реализации масштабного международного проекта с участием биотехнологических компаний из Южной Кореи и Франции открытый Сергеем Ивановичем пептид аллоферон стал полноценным противовирусным инъекционным лекарственным препаратом.
В последние годы основным научным направлением созданной им лаборатории биофармакологии и иммунологии насекомых стало решение проблемы резистентности микроорганизмов к антибиотикам. Научной группой Сергея Ивановича из личинок Calliphora vicina был выделен и охарактеризован комплекс антимикробных пептидов FLIP7, к которому чувствительные патогенные бактерии не могут выработать устойчивость. Эти исследования были поддержаны Российским Научным Фондом, а их результаты были опубликованы в международных журналах из списка WoS.

## Основные публикации
1. Fehlbaum P., Bulet P., Chernysh S., Briand J.P., Roussel J.P., Letellier L., Hetru C., Hoffmann J. A. (1996) Structure-activity analysis of thanatin, a 21-residue inducible insect defense peptide with sequence homology to frog skin antimicrobial peptides // Proceedings of the National Academy of Sciences, 93 (3) 1221-1225[4].
2. Charlet M., Chernysh S., Philippe H., Hetru C., Hoffmann J. A, Bulet P. (1996) Innate immunity. Isolation of several cysteine-rich antimicrobial peptides from the blood of a mollusc, Mytilus edulis // J Biol Chem, 6;271(36):21808-13[6].
3. Chernysh S., Kim S. I., Bekker G., Pleskach V. A., Filatova N. A., Anikin V. B., Platonov V. G., Bulet P. (2002) Antiviral and antitumor peptides from insects // Proceedings of the National Academy of Sciences, 99 (20) 12628-12632[5].
4. Ryu M. J., Anikin V., Hong S. H., Jeon H., Yu Y. G., Yu M. H., Chernysh S., Lee C. (2008) Activation of NF-kappaB by alloferon through down-regulation of antioxidant proteins and IkappaBalpha // Mol Cell Biochem.[англ.], 313(1-2):91-102[7].
5. Chernysh S., Kozuharova I., Artsibasheva I. (2012) Anti-tumor activity of immunomodulatory peptide alloferon-1 in mouse tumor transplantation model // International Immunopharmacology[нем.], 12(1):312-314[7].
6. Chernysh S., Kozuharova I. (2013). Anti-tumor activity of a peptide combining patterns of insect alloferons and mammalian immunoglobulins in naïve and tumor antigen vaccinated mice // International Immunopharmacology, 17(4), 1090-1093[8].
7. Chernysh S., Gordya N., Suborova T. (2015). Insect antimicrobial peptide complexes prevent resistance development in bacteria // PLOS-One, 10(7), e0130788[9].
8. Chernysh S. I., Gordya N. A., Tulin D. V., Yakovlev A. Yu. (2018) Biofilm infections between Scylla and Charybdis: interplay of host antimicrobial peptides and antibiotics // Infection and Drug Resistance[англ.], 2018:11 501–514[10].
9. Gordya N., Yakovlev A., Kruglikova A., Tulin D., Potolitsina E., Suborova T., Bordo D., Rosano C., Chernysh S. (2017) Naturally occurring antimicrobial peptides in the fighting of antibiotic resistant biofilms // PLOS-One, 12(3): e0173559[11].

## Семья и личная жизнь

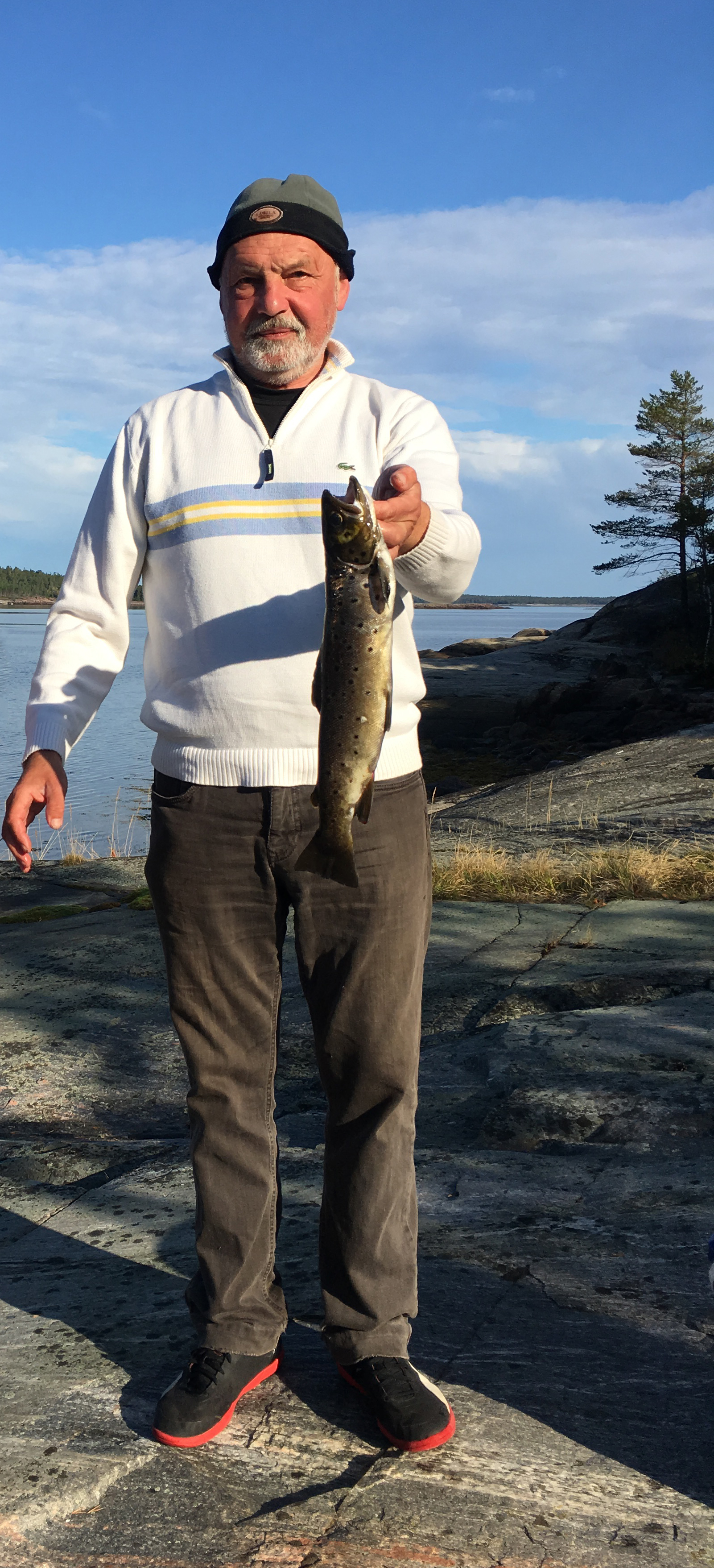
На летней рыбалке (Чупинская губа Белого моря)

Отец – Черныш Иван Захарович (16.08.1924 – 26.08.1988). Родился в селе Новоселицкое Ставропольского края. Участник Великой Отечественной войны, награжден медалью «За боевые заслуги»
Мать – Бусарева Клавдия Ивановна (19.08.1919- 23.10.1995). Родилась в селе Арганово Сямженского района Вологодской области. Работала бухгалтером.
Сестра по матери – Якушева Тамара Петровна (род. 03. 02. 1938 г.). Работала врачом-терапевтом, на пенсии.
Жена – Черныш Людмила Егоровна (дев. Цыбуля) (21.12.1951 г.р). Родилась в Ленинграде. Работала инженером, на пенсии.
Дочь – Черныш Наталья Сергеевна (04. 04. 1973 г.р). Биолог (генетик) по образованию. Соучредитель компании «Аллофарм».
Сын – Черныш Алексей Сергеевич, (25.07. 1981 г.р.). Биолог по образованию. Работает пивоваром.